# Ликова Валентина Яківна
Валенти́на Я́ківна Ли́кова (нар. 21 січня 1938) — український і російський педагог, професор.

## Біографія
В. Я. Ликова  народилася 21 січня 1938 року в Смоленську, РРФСР.
У 1958 році закінчила Смоленське педагогічне училище, а у 1965 році — Московський заочний педагогічний інститут (нині Московський державний гуманітарний університет імені М. О. Шолохова) за спеціальністю «педагогіка і психологія».
Протягом 1968—1979 років працювала в системі народної освіти у Владивостоці.
У 1979—1994 роках викладала в Одеському державному педагогічному інституті імені К. Д. Ушинського.
У 1982 році захистила дисертацію і здобула науковий ступінь кандидата педагогічних наук. Згодом присвоєно вчене звання доцента.
Протягом 1983—1994 років завідувала кафедрою дошкільної педагогіки Одеського педагогічного інституту.
В 1992 році захистила дисертацію «Педагогічні основи наступності виховної роботи дитячого садка та школи» на здобуття наукового ступеня доктора педагогічних наук. В 1994 році присвоєно вчене звання професора.
У жовтні 1994 року очолила кафедру дошкільної педагогіки Смоленського державного педагогічного університету (нині — Смоленський державний університет). Працювала проректором з наукової роботи Смоленського державного інституту мистецтв.
Академік Міжнародної академії наук педагогічної освіти.

## Наукова діяльність
Наукові інтереси пов'язані з дослідженнями проблеми наступності виховання особистості.
Є членом Навчально-методичної ради зі спеціальності педагогіка, психологія і методика дошкільної освіти Навчально-методичного об'єднання вищих навчальних закладів РФ з педагогічної освіти.
Керує аспірантурою. Підготувала 6 кандидатів наук.
Є автором понад 120 наукових публікацій.

#### Деякі праці
- Преемственность между детским садом и школой в обеспечении двигательной активности детей: Автореферат диссертации… кандидата педагогических наук /В. Я. Лыкова. — М., 1982. — 24 с.
- Наступність між дитячим садком і школою у вихованні та навчанні дітей: Навчальний посібник/ В. Я. Ликова. — Харків: ХДПІ, 1991. — 78 с.
- Педагогические основы преемственности воспитательной работы детского сада и школы: Автореферат  диссертации … доктора педагогических  наук/ В. Я. Лыкова. — Одесса, 1992. — 38с.
- Педагогика здоровья/ В. Я. Лыкова. — Смоленск, 1999. — 96 с.
- Последовательно и гармонично: преемственность в воспитании/ В. Я. Лыкова. — Смоленск: СГИИ, 2001. — 132 с.

## Нагороди
- Заслужений працівник вищої школи Російської Федерації.